# Delamere, England
Delamere är en by i civil parish Delamere and Oakmere, i distriktet Cheshire West and Chester, i Storbritannien. Den ligger i grevskapet Cheshire och riksdelen England, i den södra delen av landet, 250 km nordväst om huvudstaden London. Delamere var en civil parish fram till 2015 när blev den en del av Delamere & Oakmere. Civil parish hade 1 025 invånare år 2011.